# 不道德的交易
《不道德的交易》（英語：Indecent Proposal）是一部1993年的美國劇情片，由亞卓安·林恩執導，由勞勃·瑞福、黛米·摩尔及伍迪·哈里遜等主演，故事根據傑克·英吉哈德（Jack Engelhard）於1988年所寫的同名小說改編。

## 劇情
大衛（David，伍迪·哈里遜飾）和黛安娜（Diana，黛米·摩尔飾）中產階級出身，學生時代時已談婚論嫁，大學畢業後各有事業，婚姻亦恩愛非凡。可惜兩人卻遇上經濟不境氣，不但同時失業，更欠下五萬美元。他們左借右借後，只籌得五千元，最後決定帶著那筆錢，到賭城拉斯維加斯放手一博。
第一晚兩人贏得二萬多，第二晚卻輸光了第一晚贏得的錢。正當兩人不知如何是好時，一名億萬富翁（勞勃·瑞福飾）開出一個令他們震驚的要求：如果黛安娜肯與富翁共度一晚，那富翁就給他們現金一百萬美元。

## 反應
此片在商業上相當成功，美國票房有$106,614,059，國際票房則有$160,000,000，即總共全球票房$266,614,059。
但除了罗杰·埃伯特外，大部分影評家卻並不喜歡此片，而電影更「贏」得三個包括最差電影及最差男主角（伍迪·哈里遜）在內的金草莓奖。

## 參註
1. ↑  .   [2010-05-29]. （原始内容存档于2013-10-02）.
2. ↑  罗杰·埃伯特. . 《芝加哥太陽報》. 1993-04-25  [2022-05-22]. （原始内容存档于2012-09-24）.

## 外部連結
- 互联网电影数据库（IMDb）上《不道德的交易》的资料（英文）
- TCM电影资料库上《不道德的交易》的资料（英文）
- AllMovie上《不道德的交易》的资料（英文）
- 爛番茄上《不道德的交易》的資料（英文）
- Box Office Mojo上《不道德的交易》的資料（英文）
- Metacritic上《不道德的交易》的資料（英文）